# Copa del Rey de fútbol 2008-09
La Copa del Rey de Fútbol 2008-09 es la edición número 105 de dicha competición española. Se disputó entre el 23 de agosto de 2008 y el 13 de mayo de 2009, con la participación de 83 equipos de las divisiones Primera, Segunda, Segunda B y Tercera, excepto los equipos filiales de otros clubes aunque jueguen en dichas categorías.
El Valencia CF, ganador de la edición anterior, no pasó de cuartos de final tras perder ante el Sevilla FC por gol de visitante.
El campeón fue el Fútbol Club Barcelona, por 25ª vez en su historia, y junto a la Liga de Campeones de la UEFA y la Liga Española de fútbol, fue el primer equipo español, y el quinto europeo en adjudicarse el triplete.

## Equipos clasificados
Disputaron la Copa del Rey 2008-09, habiendo sellado su presencia en función de su clasificación en las cuatro primeras categorías del sistema de competición liguero en la temporada 2007/08, y partiendo de determinadas rondas según su categoría en la presente campaña, los siguientes equipos:

### Primera división
Los 20 equipos de la Primera División 2007-08:
| - Real Madrid CF - Villarreal CF - FC Barcelona - Atlético de Madrid - Sevilla FC - Racing de Santander - RCD Mallorca - UD Almería - Deportivo de La Coruña - Valencia CF | - Athletic Club - RCD Espanyol - Real Betis - Getafe CF - Real Valladolid - Recreativo de Huelva - CA Osasuna - Real Zaragoza - Real Murcia - Levante UD |

### Segunda división
Los 21 equipos de Segunda División 2007-08 (excluido el Sevilla Atlético como equipo filial):
| - CD Numancia - Málaga CF - Sporting de Gijón - Real Sociedad - CD Castellón - Hércules CF - UD Salamanca - UD Las Palmas - Elche CF - CD Tenerife - Albacete Balompié | - SD Eibar - Gimnàstic de Tarragona - Xerez CD - Celta de Vigo - Deportivo Alavés - Córdoba CF - Racing Club de Ferrol - Cádiz CF - Granada 74 - Polideportivo Ejido |

### Segunda División B
24 equipos de Segunda División B 2007-08 clasificados entre los 5 primeros de cada uno de los 4 grupos (excluidos equipos filiales) y los equipos no filiales con mejor puntuación del resto de clubs de la categoría, hasta completar el citado número:
| Grupo I - Rayo Vallecano - Pontevedra CF - UD Fuerteventura - Universidad de Las Palmas - CD Lugo | Grupo II - SD Ponferradina - SD Huesca - Zamora CF - Barakaldo CF - Real Unión Club - UB Conquense - SD Lemona | Grupo III - Girona FC - Alicante CF - CF Gavà - Benidorm CD - Orihuela CF | Grupo IV - Écija Balompié - CD Linares - AD Ceuta - Mérida UD - Granada CF - Águilas CF - UD Melilla |

### Tercera División
Los 18 equipos campeones de los grupos de Tercera División de España 2007-08 (en caso de que un equipo filial sea campeón de su grupo la plaza se adjudica al equipo no filial mejor clasificado):
| - SD Ciudad de Santiago - Real Oviedo - Gimnástica de Torrelavega - Club Portugalete - UE Sant Andreu - UD Alzira - CD Ciempozuelos - CD Mirandés - CD Roquetas | - CD San Fernando - CD Atlético Baleares - Atlético Granadilla - CA Ciudad de Lorquí - CD Don Benito - CD Izarra - CD Alfaro - SD Ejea - CD Toledo |

## Primera Ronda
La primera ronda del torneo la disputaron 42 equipos de Segunda División B y Tercera División, de los cuales 6 quedaron exentos. La eliminatoria se decidió a partido único los días 23, 25, 26, 27 y 28 de agosto de 2008.
El desglose de equipos que participan en la primera ronda es el siguiente:
Los 18 equipos campeones de Tercera División en la Temporada 2007-2008, independientemente o no de que hayan logrado el ascenso, en caso de que un equipo filial haya sido campeón el puesto lo ocuparía automáticamente el segundo clasificado. Son los siguientes:
SD Ciudad de Santiago (Grupo I); Real Oviedo (Grupo II); RS Gimnástica de Torrelavega (Grupo III); Portugalete (Grupo IV); UE Sant Andreu (Grupo V, el campeón fue el FC Barcelona B); UD Alzira, (Grupo VI); CD Ciempozuelos (Grupo VII); CD Mirandés (Grupo VIII); CD Roquetas (Grupo IX); CD San Fernando (Grupo X); CD Atlético Baleares (Grupo XI); Atlético Granadilla (Grupo XII); CA Ciudad de Lorquí (Grupo XIII; CD Don Benito (Grupo XIV); CD Izarra (Grupo XV); CD Alfaro, (Grupo XVI); SD Ejea (Grupo XVII) y CD Toledo (Grupo XVIII).
Los 4 equipos descendidos de Segunda a Segunda B: 
Racing Club de Ferrol, Cádiz CF, CP Granada 74 y Polideportivo Ejido.
Los 20 mejores clasificados de Segunda B (sin tener en cuenta los equipos filiales y aquellos que lograron el ascenso):
Écija Balompié, SD Ponferradina, Pontevedra CF, CD Linares, AD Ceuta, Mérida UD, Granada CF, CF Gavá, Barakaldo CF, UD Fuerteventura, Zamora CF, Real Unión Club, Universidad LPGC CF, UB Conquense, SD Lemona, CD Lugo, Benidorm CD, Águilas CF, UD Melilla y Orihuela CF.
En la primera ronda se tiene en cuenta la proximidad geográfica, por lo que la RFEF intenta que los desplazamientos sean los más cortos posibles.
| Local                  | Resultado | Visitante                 |
| ---------------------- | --------- | ------------------------- |
| Real Oviedo            | 2-0       | Pontevedra CF             |
| SD Ponferradina        | 1-0       | Racing de Ferrol          |
| CD San Fernando        | 0-3       | Polideportivo Ejido       |
| UB Conquense           | 3-2       | Cádiz CF                  |
| CD Izarra              | 0-1       | CF Gavà                   |
| Universidad Las Palmas | 1-0       | CD Ciempozuelos           |
| Orihuela CF            | 2-0       | CD Atlético Baleares      |
| CD Linares             | 1-2       | Écija Balompié            |
| SD Ciudad de Santiago  | 0-1       | Club Portugalete          |
| UD Melilla             | 2-1       | AD Ceuta                  |
| CD Toledo              | 3-1       | Granada CF                |
| Barakaldo CF           | 2-0       | Gimnástica de Torrelavega |
| CD Roquetas            | 1-0       | CA Ciudad de Lorquí       |
| SD Ejea                | 1-3       | UD Alzira                 |
| CD Alfaro              | 1-0       | Águilas CF                |
| Atlético Granadilla    | 0-1       | CD Don Benito             |
| CD Lugo                | 0-3       | Real Unión                |
| UE Sant Andreu         | 2-1       | CD Mirandés               |

## Segunda Ronda
La segunda ronda del torneo la disputan los 18 vencedores de la primera ronda, los 6 equipos exentos de la misma, y los 20 equipos de Segunda División, sin contar con el Albacete Balompié (exento) y el Sevilla Atlético (excluido por ser filial). Los equipos de Segunda deberán obligatoriamente enfrentarse entre sí. La eliminatoria se jugó el 3 de septiembre de 2008. El Alicante CF - Celta de Vigo y el CF Gavà - Universidad de Las Palmas de Gran Canaria Club de Fútbol, el 4 y 11 de septiembre respectivamente.
| Local                  | Resultado      | Visitante              |
| ---------------------- | -------------- | ---------------------- |
| Real Oviedo            | 2-3            | SD Ponferradina        |
| Polideportivo Ejido    | 2-0            | UB Conquense           |
| CF Gavà                | 1-3            | Universidad Las Palmas |
| Orihuela CF            | 1-0            | UD Fuerteventura       |
| Écija Balompié         | 0-1            | Club Portugalete       |
| UD Melilla             | 5-2            | Mérida UD              |
| CD Toledo              | 1-0            | Zamora CF              |
| Barakaldo CF           | 1-0            | CD Roquetas            |
| UD Alzira              | 0-0 (pen. 1-4) | Club Granada 74        |
| CD Alfaro              | 1-2            | CD Don Benito          |
| Real Unión             | 2-1            | UE Sant Andreu         |
| Benidorm CD            | 4-2            | SD Lemona              |
| Hércules CF            | 2-1            | Levante UD             |
| CD Castellón           | 1-0            | SD Eibar               |
| Elche CF               | 2-0            | Deportivo Alavés       |
| Gimnàstic de Tarragona | 0-2            | Girona FC              |
| SD Huesca              | 1-3            | Rayo Vallecano         |
| UD Salamanca           | 2-1            | UD Las Palmas          |
| Real Sociedad          | 1-0            | Real Zaragoza          |
| Alicante CF            | 0-1            | Celta de Vigo          |
| Xerez CD               | 1-1 (pen. 1-3) | Real Murcia            |
| CD Tenerife            | 2-1            | Córdoba CF             |

## Tercera Ronda
La tercera ronda de la Copa se disputó a partido único los días 8 y 9 de octubre de 2008. Se enfrentaron los vencedores y exentos de la anterior eliminatoria. Al igual que la anterior, los equipos de Segunda División jugaron entre sí, quedando uno exento.
| Local            | Resultado       | Visitante              |
| ---------------- | --------------- | ---------------------- |
| SD Ponferradina  | 1-1 (pen. 4-2 ) | Universidad Las Palmas |
| Club Portugalete | 2-0             | CD Don Benito          |
| Orihuela CF      | 3-1             | CD Toledo              |
| Granada 74       | 0-2             | Benidorm CD            |
| Real Unión       | 2-1             | Barakaldo CF           |
| UD Melilla       | 2-3             | Polideportivo Ejido    |
| Hércules CF      | 1-0             | Girona FC              |
| Elche CF         | 1-1 (p. 4-3 )   | CD Tenerife            |
| Rayo Vallecano   | 2-1             | Albacete Balompié      |
| UD Salamanca     | 0-1             | CD Castellón           |
| Celta de Vigo    | 2-0             | Real Sociedad          |

## Cuarta Ronda
Esta ronda fue a doble partido, los días 28, 29 y 30 de octubre de 2008, la ida y 11, 12 y 13 de noviembre de 2008, la vuelta. En ella a los 12 equipos que superaron la fase anterior se enfrentarán en la ronda a los 20 equipos de Primera División. 
El sorteo se hizo de tal forma que los equipos de Segunda B o Tercera se enfrentaron a los clasificados para la Liga de Campeones de la UEFA o Copa de la UEFA, a continuación los equipos de Segunda División debieron emparejarse con equipos de Primera y por último, los 8 equipos restantes de Primera se agruparon entre sí en 4 eliminatorias.
| Local ida         | Resultado global | Local vuelta           | Ida | Vuelta |
| ----------------- | ---------------- | ---------------------- | --- | ------ |
| Poli Ejido        | 6-1              | Villarreal CF          | 5-0 | 1-1    |
| (g.v.) Real Unión | 6-6              | Real Madrid            | 3-2 | 3-4    |
| Benidorm CD       | 0-2              | FC Barcelona           | 0-1 | 0-1    |
| Orihuela CF       | 0-1              | Atlético de Madrid     | 0-1 | 0-0    |
| Club Portugalete  | 1-7              | Valencia CF            | 1-4 | 0-3    |
| SD Ponferradina   | 1-4              | Sevilla FC             | 1-0 | 0-4    |
| Elche CF          | 0-4              | Deportivo de la Coruña | 0-2 | 0-2    |
| Real Murcia       | 2-3              | Racing de Santander    | 2-1 | 0-2    |
| Celta de Vigo     | 2-5              | RCD Espanyol           | 2-2 | 0-3    |
| Rayo Vallecano    | 1-5              | UD Almería             | 1-2 | 0-3    |
| Hércules CF       | 3-7              | Real Valladolid        | 1-5 | 2-2    |
| CD Castellón      | 0-4              | Real Betis             | 0-2 | 0-2    |
| Athletic Club     | 3-2              | Recreativo de Huelva   | 2-0 | 1-2    |
| Getafe CF         | 0-1              | CA Osasuna             | 0-0 | 0-1    |
| CD Numancia       | 0-3              | Sporting de Gijón      | 0-1 | 0-2    |
| Málaga CF         | 1-3              | RCD Mallorca           | 1-1 | 0-2    |

## Fase final
La fase final consistió en 3 rondas eliminatorias a doble partido con sorteo puro entre los supervivientes de la ronda anterior. Los dos últimos contendientes jugaron la final en el Estadio de Mestalla (Valencia) el 13 de mayo de 2009.
|  | Octavos de final                                               | Octavos de final                                               | Octavos de final                                               | Octavos de final                                               |   |               | Cuartos de final                                                 | Cuartos de final                                                 | Cuartos de final                                                 | Cuartos de final                                                 |  |           | Semifinales                                                | Semifinales                                                | Semifinales                                                | Semifinales                                                |  |           | Final                                            | Final                                            |  |
|  | 6 y 7 de enero de 2009 (ida) 14 y 15 de enero de 2009 (vuelta) | 6 y 7 de enero de 2009 (ida) 14 y 15 de enero de 2009 (vuelta) | 6 y 7 de enero de 2009 (ida) 14 y 15 de enero de 2009 (vuelta) | 6 y 7 de enero de 2009 (ida) 14 y 15 de enero de 2009 (vuelta) |   |               | 21 y 22 de enero de 2009 (ida) 28 y 29 de enero de 2009 (vuelta) | 21 y 22 de enero de 2009 (ida) 28 y 29 de enero de 2009 (vuelta) | 21 y 22 de enero de 2009 (ida) 28 y 29 de enero de 2009 (vuelta) | 21 y 22 de enero de 2009 (ida) 28 y 29 de enero de 2009 (vuelta) |  |           | 4 y 5 de febrero de 2009 (ida) 4 de marzo de 2009 (vuelta) | 4 y 5 de febrero de 2009 (ida) 4 de marzo de 2009 (vuelta) | 4 y 5 de febrero de 2009 (ida) 4 de marzo de 2009 (vuelta) | 4 y 5 de febrero de 2009 (ida) 4 de marzo de 2009 (vuelta) |  |           | 13 de mayo de 2009 Estadio de Mestalla, Valencia | 13 de mayo de 2009 Estadio de Mestalla, Valencia |  |
|  |                                                                |                                                                |                                                                |                                                                |   |               |                                                                  |                                                                  |                                                                  |                                                                  |  |           |                                                            |                                                            |                                                            |                                                            |  |           |                                                  |                                                  |  |
|  |                                                                |                                                                |                                                                |                                                                |   |               |                                                                  |                                                                  |                                                                  |                                                                  |  |           |                                                            |                                                            |                                                            |                                                            |  |           |                                                  |                                                  |  |
|  | Polideportivo Ejido                                            | 3                                                              | 0                                                              | 3                                                              |   |               |                                                                  |                                                                  |                                                                  |                                                                  |  |           |                                                            |                                                            |                                                            |                                                            |  |           |                                                  |                                                  |  |
|  | Polideportivo Ejido                                            | 3                                                              | 0                                                              | 3                                                              |   |               |                                                                  |                                                                  |                                                                  |                                                                  |  |           |                                                            |                                                            |                                                            |                                                            |  |           |                                                  |                                                  |  |
|  | Espanyol (v.)                                                  | 2                                                              | 1                                                              | 3                                                              |   |               |                                                                  |                                                                  |                                                                  |                                                                  |  |           |                                                            |                                                            |                                                            |                                                            |  |           |                                                  |                                                  |  |
|  | Espanyol (v.)                                                  | 2                                                              | 1                                                              | 3                                                              |   | Espanyol      | 0                                                                | 2                                                                | 2                                                                |                                                                  |  |           |                                                            |                                                            |                                                            |                                                            |  |           |                                                  |                                                  |  |
|  |                                                                |                                                                |                                                                |                                                                |   | Espanyol      | 0                                                                | 2                                                                | 2                                                                |                                                                  |  |           |                                                            |                                                            |                                                            |                                                            |  |           |                                                  |                                                  |  |
|  |                                                                |                                                                | Barcelona                                                      | 0                                                              | 3 | 3             |                                                                  |                                                                  |                                                                  |                                                                  |  |           |                                                            |                                                            |                                                            |                                                            |  |           |                                                  |                                                  |  |
|  | Atlético de Madrid                                             | 1                                                              | Barcelona                                                      | 0                                                              | 3 | 3             | 1                                                                | 2                                                                |                                                                  |                                                                  |  |           |                                                            |                                                            |                                                            |                                                            |  |           |                                                  |                                                  |  |
|  | Atlético de Madrid                                             | 1                                                              |                                                                |                                                                |   |               |                                                                  |                                                                  |                                                                  |                                                                  |  |           |                                                            |                                                            |                                                            |                                                            |  |           |                                                  |                                                  |  |
|  | Barcelona                                                      | 3                                                              | 2                                                              | 5                                                              |   |               |                                                                  |                                                                  |                                                                  |                                                                  |  |           |                                                            |                                                            |                                                            |                                                            |  |           |                                                  |                                                  |  |
|  | Barcelona                                                      | 3                                                              | 2                                                              | 5                                                              |   |               |                                                                  |                                                                  |                                                                  |                                                                  |  | Barcelona | 2                                                          | 1                                                          | 3                                                          |                                                            |  |           |                                                  |                                                  |  |
|  |                                                                |                                                                |                                                                |                                                                |   |               |                                                                  |                                                                  |                                                                  |                                                                  |  | Barcelona | 2                                                          | 1                                                          | 3                                                          |                                                            |  |           |                                                  |                                                  |  |
|  |                                                                |                                                                | Mallorca                                                       | 0                                                              | 1 | 1             |                                                                  |                                                                  |                                                                  |                                                                  |  |           |                                                            |                                                            |                                                            |                                                            |  |           |                                                  |                                                  |  |
|  | Mallorca                                                       | 3                                                              | Mallorca                                                       | 0                                                              | 1 | 1             | 1                                                                | 4                                                                |                                                                  |                                                                  |  |           |                                                            |                                                            |                                                            |                                                            |  |           |                                                  |                                                  |  |
|  | Mallorca                                                       | 3                                                              |                                                                |                                                                |   |               |                                                                  |                                                                  |                                                                  |                                                                  |  |           |                                                            |                                                            |                                                            |                                                            |  |           |                                                  |                                                  |  |
|  | Almería                                                        | 1                                                              | 1                                                              | 2                                                              |   |               |                                                                  |                                                                  |                                                                  |                                                                  |  |           |                                                            |                                                            |                                                            |                                                            |  |           |                                                  |                                                  |  |
|  | Almería                                                        | 1                                                              | 1                                                              | 2                                                              |   | Mallorca      | 1                                                                | 0                                                                | 1                                                                |                                                                  |  |           |                                                            |                                                            |                                                            |                                                            |  |           |                                                  |                                                  |  |
|  |                                                                |                                                                |                                                                |                                                                |   | Mallorca      | 1                                                                | 0                                                                | 1                                                                |                                                                  |  |           |                                                            |                                                            |                                                            |                                                            |  |           |                                                  |                                                  |  |
|  |                                                                |                                                                | Real Betis                                                     | 0                                                              | 0 | 0             |                                                                  |                                                                  |                                                                  |                                                                  |  |           |                                                            |                                                            |                                                            |                                                            |  |           |                                                  |                                                  |  |
|  | Real Unión                                                     | 0                                                              | Real Betis                                                     | 0                                                              | 0 | 0             | 0                                                                | 0                                                                |                                                                  |                                                                  |  |           |                                                            |                                                            |                                                            |                                                            |  |           |                                                  |                                                  |  |
|  | Real Unión                                                     | 0                                                              |                                                                |                                                                |   |               |                                                                  |                                                                  |                                                                  |                                                                  |  |           |                                                            |                                                            |                                                            |                                                            |  |           |                                                  |                                                  |  |
|  | Real Betis                                                     | 1                                                              | 1                                                              | 2                                                              |   |               |                                                                  |                                                                  |                                                                  |                                                                  |  |           |                                                            |                                                            |                                                            |                                                            |  |           |                                                  |                                                  |  |
|  | Real Betis                                                     | 1                                                              | 1                                                              | 2                                                              |   |               |                                                                  |                                                                  |                                                                  |                                                                  |  |           |                                                            |                                                            |                                                            |                                                            |  | Barcelona | 4                                                |                                                  |  |
|  |                                                                |                                                                |                                                                |                                                                |   |               |                                                                  |                                                                  |                                                                  |                                                                  |  |           |                                                            |                                                            |                                                            |                                                            |  | Barcelona | 4                                                |                                                  |  |
|  |                                                                |                                                                | Athletic Club                                                  | 1                                                              |   |               |                                                                  |                                                                  |                                                                  |                                                                  |  |           |                                                            |                                                            |                                                            |                                                            |  |           |                                                  |                                                  |  |
|  | Racing de Santander                                            | 1                                                              | Athletic Club                                                  | 1                                                              | 1 | 2             |                                                                  |                                                                  |                                                                  |                                                                  |  |           |                                                            |                                                            |                                                            |                                                            |  |           |                                                  |                                                  |  |
|  | Racing de Santander                                            | 1                                                              |                                                                |                                                                |   |               |                                                                  |                                                                  |                                                                  |                                                                  |  |           |                                                            |                                                            |                                                            |                                                            |  |           |                                                  |                                                  |  |
|  | Valencia (t. s.)                                               | 1                                                              | 3                                                              | 4                                                              |   |               |                                                                  |                                                                  |                                                                  |                                                                  |  |           |                                                            |                                                            |                                                            |                                                            |  |           |                                                  |                                                  |  |
|  | Valencia (t. s.)                                               | 1                                                              | 3                                                              | 4                                                              |   | Valencia      | 3                                                                | 1                                                                | 4                                                                |                                                                  |  |           |                                                            |                                                            |                                                            |                                                            |  |           |                                                  |                                                  |  |
|  |                                                                |                                                                |                                                                |                                                                |   | Valencia      | 3                                                                | 1                                                                | 4                                                                |                                                                  |  |           |                                                            |                                                            |                                                            |                                                            |  |           |                                                  |                                                  |  |
|  |                                                                |                                                                | Sevilla (v.)                                                   | 2                                                              | 2 | 4             |                                                                  |                                                                  |                                                                  |                                                                  |  |           |                                                            |                                                            |                                                            |                                                            |  |           |                                                  |                                                  |  |
|  | Sevilla                                                        | 2                                                              | Sevilla (v.)                                                   | 2                                                              | 2 | 4             | 3                                                                | 5                                                                |                                                                  |                                                                  |  |           |                                                            |                                                            |                                                            |                                                            |  |           |                                                  |                                                  |  |
|  | Sevilla                                                        | 2                                                              |                                                                |                                                                |   |               |                                                                  |                                                                  |                                                                  |                                                                  |  |           |                                                            |                                                            |                                                            |                                                            |  |           |                                                  |                                                  |  |
|  | Deportivo La Coruña                                            | 1                                                              | 0                                                              | 1                                                              |   |               |                                                                  |                                                                  |                                                                  |                                                                  |  |           |                                                            |                                                            |                                                            |                                                            |  |           |                                                  |                                                  |  |
|  | Deportivo La Coruña                                            | 1                                                              | 0                                                              | 1                                                              |   |               |                                                                  |                                                                  |                                                                  |                                                                  |  | Sevilla   | 2                                                          | 0                                                          | 2                                                          |                                                            |  |           |                                                  |                                                  |  |
|  |                                                                |                                                                |                                                                |                                                                |   |               |                                                                  |                                                                  |                                                                  |                                                                  |  | Sevilla   | 2                                                          | 0                                                          | 2                                                          |                                                            |  |           |                                                  |                                                  |  |
|  |                                                                |                                                                | Athletic Club                                                  | 1                                                              | 3 | 4             |                                                                  |                                                                  |                                                                  |                                                                  |  |           |                                                            |                                                            |                                                            |                                                            |  |           |                                                  |                                                  |  |
|  | Osasuna                                                        | 1                                                              | Athletic Club                                                  | 1                                                              | 3 | 4             | 0                                                                | 1                                                                |                                                                  |                                                                  |  |           |                                                            |                                                            |                                                            |                                                            |  |           |                                                  |                                                  |  |
|  | Osasuna                                                        | 1                                                              |                                                                |                                                                |   |               |                                                                  |                                                                  |                                                                  |                                                                  |  |           |                                                            |                                                            |                                                            |                                                            |  |           |                                                  |                                                  |  |
|  | Athletic Club                                                  | 1                                                              | 2                                                              | 3                                                              |   |               |                                                                  |                                                                  |                                                                  |                                                                  |  |           |                                                            |                                                            |                                                            |                                                            |  |           |                                                  |                                                  |  |
|  | Athletic Club                                                  | 1                                                              | 2                                                              | 3                                                              |   | Athletic Club | 0                                                                | 2                                                                | 2                                                                |                                                                  |  |           |                                                            |                                                            |                                                            |                                                            |  |           |                                                  |                                                  |  |
|  |                                                                |                                                                |                                                                |                                                                |   | Athletic Club | 0                                                                | 2                                                                | 2                                                                |                                                                  |  |           |                                                            |                                                            |                                                            |                                                            |  |           |                                                  |                                                  |  |
|  |                                                                |                                                                | Sporting de Gijón                                              | 0                                                              | 1 | 1             |                                                                  |                                                                  |                                                                  |                                                                  |  |           |                                                            |                                                            |                                                            |                                                            |  |           |                                                  |                                                  |  |
|  | Sporting de Gijón                                              | 3                                                              | Sporting de Gijón                                              | 0                                                              | 1 | 1             | 1                                                                | 4                                                                |                                                                  |                                                                  |  |           |                                                            |                                                            |                                                            |                                                            |  |           |                                                  |                                                  |  |
|  | Sporting de Gijón                                              | 3                                                              |                                                                |                                                                |   |               |                                                                  |                                                                  |                                                                  |                                                                  |  |           |                                                            |                                                            |                                                            |                                                            |  |           |                                                  |                                                  |  |
|  | Real Valladolid                                                | 1                                                              | 2                                                              | 3                                                              |   |               |                                                                  |                                                                  |                                                                  |                                                                  |  |           |                                                            |                                                            |                                                            |                                                            |  |           |                                                  |                                                  |  |
|  | Real Valladolid                                                | 1                                                              | 2                                                              | 3                                                              |   |               |                                                                  |                                                                  |                                                                  |                                                                  |  |           |                                                            |                                                            |                                                            |                                                            |  |           |                                                  |                                                  |  |
|  |                                                                |                                                                |                                                                |                                                                |   |               |                                                                  |                                                                  |                                                                  |                                                                  |  |           |                                                            |                                                            |                                                            |                                                            |  |           |                                                  |                                                  |  |

## Octavos de final
| Local ida           | Resultado global | Local vuelta           | Ida | Vuelta |
| ------------------- | ---------------- | ---------------------- | --- | ------ |
| Polideportivo Ejido | 3-3 (v.)         | Espanyol               | 3-2 | 1-0    |
| Atlético de Madrid  | 2-5              | Barcelona              | 1-3 | 2-1    |
| Mallorca            | 4-2              | Almería                | 3-1 | 1-1    |
| Real Unión          | 0-2              | Real Betis             | 0-1 | 1-0    |
| Racing de Santander | 2-4 (pró.)       | Valencia               | 1-1 | 3-1    |
| Sevilla             | 5-1              | Deportivo de La Coruña | 2-1 | 0-3    |
| Osasuna             | 1-3              | Athletic Club          | 1-1 | 2-0    |
| Sporting de Gijón   | 4-3              | Real Valladolid        | 3-1 | 2-1    |

### Polideportivo Ejido - Espanyol
| Ida; 7 de enero de 2009, 21:00 (CEST) | Polideportivo Ejido               | 3:2 (0:1) | Espanyol                | Santo Domingo, El Ejido                                              |                                                                      |
|                                       | Molina 51' · Juli 59' · Chico 75' | Reporte   | Hurtado 15' · Román 72' | Asistencia: 2 500 espectadores Árbitro(s): Julián Rodríguez Santiago | Asistencia: 2 500 espectadores Árbitro(s): Julián Rodríguez Santiago |

| Vuelta; 14 de enero de 2009, 20:00 (CEST)            | Espanyol | 1:0 (1:0) | Polideportivo Ejido | Lluís Companys, Barcelona                                           |                                                                     |
|                                                      | Román 7' | Reporte   |                     | Asistencia: 4 325 espectadores Árbitro(s): Alberto Undiano Mallenco | Asistencia: 4 325 espectadores Árbitro(s): Alberto Undiano Mallenco |
| Eliminatoria resuelta por Regla del gol de visitante |          |           |                     |                                                                     |                                                                     |

### Atlético de Madrid - Barcelona
| Ida; 6 de enero de 2009, 20:00 (CEST) | Atlético de Madrid | 1:3 (0:1) | Barcelona         | Calderón, Madrid                                                       |                                                                        |
|                                       | Ujfaluši 69'       | Reporte   | Messi 11' 57' 79' | Asistencia: 53 000 espectadores Árbitro(s): Eduardo Iturralde González | Asistencia: 53 000 espectadores Árbitro(s): Eduardo Iturralde González |

| Vuelta; 14 de enero de 2009, 22:00 (CEST) | Barcelona                              | 2:1 (1:1) | Atlético de Madrid  | Camp Nou, Barcelona                                                        |                                                                            |
|                                           | Bojan Krkić 28' · Eiður Guðjohnsen 76' | Reporte   | Sinama-Pongolle 23' | Asistencia: 46 482 espectadores Árbitro(s): Manuel Enrique Mejuto González | Asistencia: 46 482 espectadores Árbitro(s): Manuel Enrique Mejuto González |

### Mallorca - Almería
| Ida; 8 de enero de 2009, 21:00 (CEST) | Mallorca                            | 3:1 (2:1) | Almería       | ONO Estadi, Palma de Mallorca                                    |                                                                  |
|                                       | Keita 7' · Santana 43' · Varela 53' | Reporte   | José Ortiz 9' | Asistencia: 2 500 espectadores Árbitro(s): Antonio Rubinos Pérez | Asistencia: 2 500 espectadores Árbitro(s): Antonio Rubinos Pérez |

| Vuelta; 14 de enero de 2009, 20:00 (CEST) | Almería   | 1:1 (1:1) | Mallorca   | Juegos Mediterráneos, Almería                                         |                                                                       |
|                                           | Piatti 3' | Reporte   | Arango 27' | Asistencia: 4 500 espectadores Árbitro(s): Fernando Teixeira Vitienes | Asistencia: 4 500 espectadores Árbitro(s): Fernando Teixeira Vitienes |

### Real Unión de Irún - Real Betis
| Ida; 7 de enero de 2009, 21:00 (CEST) | Real Unión | 0:1 (0:1) | Real Betis | Stadium Gal, Irún                                                   |                                                                     |
|                                       |            | Reporte   | Damià 11'  | Asistencia: 3 000 espectadores Árbitro(s): Alberto Undiano Mallenco | Asistencia: 3 000 espectadores Árbitro(s): Alberto Undiano Mallenco |

| Vuelta; 14 de enero de 2009, 20:00 (CEST) | Real Betis | 1:0 (1:0) | Real Unión | Ruiz de Lopera, Sevilla                                             |                                                                     |
|                                           | Arzu 22'   | Reporte   |            | Asistencia: 20 000 espectadores Árbitro(s): Carlos Velasco Carballo | Asistencia: 20 000 espectadores Árbitro(s): Carlos Velasco Carballo |

### Racing de Santander - Valencia CF
| Ida; 7 de enero de 2009, 21:00 (CEST) | Racing de Santander | 1:1 (0:1) | Valencia         | El Sardinero, Santander                                       |                                                               |
|                                       | Lacen 54'           | Reporte   | Colsa 37' (a.g.) | Asistencia: 12 675 espectadores Árbitro(s): Carlos Clos Gómez | Asistencia: 12 675 espectadores Árbitro(s): Carlos Clos Gómez |

| Vuelta; 14 de enero de 2009, 20:00 (CEST) | Valencia                        | 3:1 (1:1) | Racing de Santander | Mestalla, Valencia                                                   |                                                                      |
|                                           | Vicente 18' 101' · Joaquín 112' | Reporte   | Colsa 21'           | Asistencia: 23 000 espectadores Árbitro(s): José Luis Paradas Romero | Asistencia: 23 000 espectadores Árbitro(s): José Luis Paradas Romero |
| Eliminatoria resuelta en la prórroga      |                                 |           |                     |                                                                      |                                                                      |

### Sevilla - Deportivo de La Coruña
| Ida; 7 de enero de 2009, 21:00 (CEST) | Sevilla                        | 2:1 (2:0) | Deportivo de La Coruña | Sánchez Pizjuán, Sevilla                                               |                                                                        |
|                                       | Luís Fabiano 30' · Kanouté 40' | Reporte   | Bravo 80'              | Asistencia: 15 000 espectadores Árbitro(s): Antonio Miguel Mateu Lahoz | Asistencia: 15 000 espectadores Árbitro(s): Antonio Miguel Mateu Lahoz |

| Vuelta; 14 de enero de 2009, 20:00 (CEST) | Deportivo de La Coruña | 0:3 (0:3) | Sevilla                         | Riazor, La Coruña                                               |                                                                 |
|                                           |                        | Reporte   | Navas 1' · Luís Fabiano 22' 40' | Asistencia: 14 000 espectadores Árbitro(s): Carlos Megía Dávila | Asistencia: 14 000 espectadores Árbitro(s): Carlos Megía Dávila |

### Osasuna - Athletic Club
| Ida; 8 de enero de 2009, 21:00 (CEST) | Osasuna      | 1:1 (0:0) | Athletic Club  | Reyno de Navarra, Pamplona                                            |                                                                       |
|                                       | Pandiani 82' | Reporte   | Llorente 90+1' | Asistencia: 13 545 espectadores Árbitro(s): Alfonso Álvarez Izquierdo | Asistencia: 13 545 espectadores Árbitro(s): Alfonso Álvarez Izquierdo |

| Vuelta; 15 de enero de 2009, 20:00 (CEST) | Athletic Club            | 2:0 (2:0) | Osasuna | San Mamés, Bilbao                                                    |                                                                      |
|                                           | Gabilondo 4' · Vélez 18' | Reporte   |         | Asistencia: 35 000 espectadores Árbitro(s): David Fernández Borbalán | Asistencia: 35 000 espectadores Árbitro(s): David Fernández Borbalán |

### Sporting de Gijón - Real Valladolid
| Ida; 7 de enero de 2009, 21:00 (CEST) | Sporting de Gijón                 | 3:1 (3:0) | Real Valladolid | El Molinón, Gijón                                                |                                                                  |
|                                       | David Barral 9' 18' · Carmelo 36' | Reporte   | Canobbio 90'    | Asistencia: 8 000 espectadores Árbitro(s): Alfonso Pérez Burrull | Asistencia: 8 000 espectadores Árbitro(s): Alfonso Pérez Burrull |

| Vuelta; 14 de enero de 2009, 20:00 (CEST) | Real Valladolid               | 2:1 (1:0) | Sporting de Gijón | Estadio José Zorrilla, Valladolid                                   |                                                                     |
|                                           | Canobbio 23' · Pedro León 76' | Reporte   | Jorge 90'         | Asistencia: 9 800 espectadores Árbitro(s): Rafael Ramírez Domínguez | Asistencia: 9 800 espectadores Árbitro(s): Rafael Ramírez Domínguez |

## Cuartos de final
| Local ida     | Resultado global | Local vuelta      | Ida | Vuelta |
| ------------- | ---------------- | ----------------- | --- | ------ |
| Espanyol      | 2-3              | Barcelona         | 0-0 | 2-3    |
| Mallorca      | 1-0              | Real Betis        | 1-0 | 0-0    |
| Valencia      | 4-4 (v.)         | Sevilla           | 3-2 | 1-2    |
| Athletic Club | 2-1              | Sporting de Gijón | 0-0 | 2-1    |

### Espanyol - Barcelona
| Ida; 21 de enero de 2009, 22:00 (CEST) | Espanyol | 0:0     | Barcelona | Lluís Companys, Barcelona                                         |                                                                   |
|                                        |          | Reporte |           | Asistencia: 21 600 espectadores Árbitro(s): César Muñiz Fernández | Asistencia: 21 600 espectadores Árbitro(s): César Muñiz Fernández |

| Vuelta; 29 de enero de 2009, 21:30 (CEST) | Barcelona                 | 3:2 (1:0) | Espanyol                | Camp Nou, Barcelona                                             |                                                                 |
|                                           | Bojan 35' 48' · Piqué 56' | Reporte   | Coro 58' · Callejón 69' | Asistencia: 78 443 espectadores Árbitro(s): Carlos Megía Dávila | Asistencia: 78 443 espectadores Árbitro(s): Carlos Megía Dávila |

### Mallorca - Real Betis
| Ida; 22 de enero de 2009, 21:00 (CEST) | Mallorca  | 1:0 (0:0) | Real Betis | ONO Estadi, Palma de Mallorca                                        |                                                                      |
|                                        | Keita 65' | Reporte   |            | Asistencia: 7 500 espectadores Árbitro(s): Alfonso Álvarez Izquierdo | Asistencia: 7 500 espectadores Árbitro(s): Alfonso Álvarez Izquierdo |

| Vuelta; 28 de enero de 2009, 21:00 (CEST) | Real Betis | 0:0     | Mallorca | Ruiz de Lopera, Sevilla                                             |                                                                     |
|                                           |            | Reporte |          | Asistencia: 25 000 espectadores Árbitro(s): Miguel Ángel Pérez Lasa | Asistencia: 25 000 espectadores Árbitro(s): Miguel Ángel Pérez Lasa |

### Valencia - Sevilla
| Ida; 21 de enero de 2009, 21:00 (CEST) | Valencia                                          | 3:2 (1:0) | Sevilla                        | Mestalla, Valencia                                                   |                                                                      |
|                                        | David Villa 5' · Rubén Baraja 83' · Juan Mata 86' | Reporte   | Luís Fabiano 52' · Adriano 70' | Asistencia: 35 000 espectadores Árbitro(s): Alberto Undiano Mallenco | Asistencia: 35 000 espectadores Árbitro(s): Alberto Undiano Mallenco |

| Vuelta; 29 de enero de 2009, 22:00 (CEST)            | Sevilla                     | 2:1 (1:1) | Valencia    | Sánchez Pizjuán, Sevilla                                               |                                                                        |
|                                                      | Kanouté 36' · Squillaci 89' | Reporte   | Marchena 8' | Asistencia: 35 000 espectadores Árbitro(s): Fernando Teixeira Vitienes | Asistencia: 35 000 espectadores Árbitro(s): Fernando Teixeira Vitienes |
| Eliminatoria resuelta por regla del gol de visitante |                             |           |             |                                                                        |                                                                        |

### Athletic Club - Sporting de Gijón
| Ida; 22 de enero de 2009, 20:00 (CEST) | Athletic Club | 0:0     | Sporting de Gijón | San Mamés, Bilbao                                                 |                                                                   |
|                                        |               | Reporte |                   | Asistencia: 35 000 espectadores Árbitro(s): Luis Medina Cantalejo | Asistencia: 35 000 espectadores Árbitro(s): Luis Medina Cantalejo |

| Vuelta; 28 de enero de 2009, 21:00 (CEST) | Sporting de Gijón | 1:2 (1:1) | Athletic Club                   | El Molinón, Gijón                                                       |                                                                         |
|                                           | Carmelo 1'        | Reporte   | Gabilondo 42' · David López 51' | Asistencia: 18 000 espectadores Árbitro(s): Bernardino González Vázquez | Asistencia: 18 000 espectadores Árbitro(s): Bernardino González Vázquez |

## Semifinales
| Local ida | Resultado global | Local vuelta  | Ida | Vuelta |
| --------- | ---------------- | ------------- | --- | ------ |
| Barcelona | 3-1              | Mallorca      | 2-0 | 1-1    |
| Sevilla   | 2-4              | Athletic Club | 2-1 | 0-3    |

### Barcelona - Mallorca
| Ida; 5 de febrero de 2009, 21:30 (CEST) | Barcelona                    | 2:0 (1:0) | Mallorca | Camp Nou, Barcelona                                               |                                                                   |
|                                         | Henry 34' · Rafa Márquez 72' | Reporte   |          | Asistencia: 52 932 espectadores Árbitro(s): César Muñiz Fernández | Asistencia: 52 932 espectadores Árbitro(s): César Muñiz Fernández |

| Vuelta; 4 de marzo de 2009, 22:00 (CEST) | Mallorca   | 1:1 (1:0) | Barcelona | ONO Estadi, Palma de Mallorca                                     |                                                                   |
|                                          | Castro 45' | Reporte   | Messi 81' | Asistencia: 15 100 espectadores Árbitro(s): Antonio Rubinos Pérez | Asistencia: 15 100 espectadores Árbitro(s): Antonio Rubinos Pérez |

### Sevilla - Athletic Club
| Ida; 4 de febrero de 2009, 21:00 (CEST) | Sevilla                  | 2:1 (0:1) | Athletic Club | Sánchez Pizjuán, Sevilla                                            |                                                                     |
|                                         | Duscher 60' · Acosta 89' | Reporte   | Llorente 42'  | Asistencia: 30 000 espectadores Árbitro(s): Carlos Velasco Carballo | Asistencia: 30 000 espectadores Árbitro(s): Carlos Velasco Carballo |

| Vuelta; 4 de marzo de 2009, 20:00 (CEST) | Athletic Club                                 | 3:0 (3:0) | Sevilla | San Mamés, Bilbao                                                          |                                                                            |
|                                          | Javi Martínez 4' · Llorente 34' · Toquero 36' | Reporte   |         | Asistencia: 40 000 espectadores Árbitro(s): Manuel Enrique Mejuto González | Asistencia: 40 000 espectadores Árbitro(s): Manuel Enrique Mejuto González |

## Final
| 1          | POR        | Gorka Iraizoz       |     |
| 15         | DEF        | Andoni Iraola       |     |
| 5          | DEF        | Fernando Amorebieta |     |
| 20         | DEF        | Aitor Ocio          |     |
| 3          | DEF        | Koikili Lertxundi   |     |
| 16         | MED        | Pablo Orbaiz        | 61' |
| 24         | MED        | Javi Martínez       |     |
| 7          | MED        | David López         | 56' |
| 10         | MED        | Fran Yeste          |     |
| 2          | DEL        | Gaizka Toquero      | 61' |
| 9          | DEL        | Fernando Llorente   |     |
| Entrenador | Entrenador | Joaquín Caparrós    |     |

| 13         | POR        | José Manuel Pinto |     |
| 20         | DEF        | Daniel Alves      |     |
| 3          | DEF        | Gerard Piqué      |     |
| 5          | DEF        | Carles Puyol      |     |
| 24         | DEF        | Yaya Touré        | 88' |
| 15         | MED        | Seydou Keita      |     |
| 6          | MED        | Xavi Hernández    | 87' |
| 28         | MED        | Sergio Busquets   |     |
| 9          | DEL        | Samuel Eto'o      |     |
| 10         | DEL        | Lionel Messi      |     |
| 11         | DEL        | Bojan Krkić       | 83' |
| Entrenador | Entrenador | Josep Guardiola   |     |

| 14 | MED | Markel Susaeta    | 56' |
| 21 | DEL | Ion Vélez         | 61' |
| 17 | DEL | Joseba Etxeberria | 61' |

| 21 | MED | Aliaksandr Hleb | 83' |
| 27 | DEL | Pedro Rodríguez | 87' |
| 16 | DEF | Sylvinho        | 88' |

| Anotado | 9' | Gaizka Toquero | 1-0 |

| Anotado | 32' | Yaya Touré     | 1-1 |
| Anotado | 54' | Lionel Messi   | 1-2 |
| Anotado | 57' | Bojan Krkic    | 1-3 |
| Anotado | 64' | Xavi Hernández | 1-4 |

| Amonestado | 30' | David López       |
| Amonestado | 35' | Koikili Lertxundi |

| Amonestado | 22' | Yaya Touré   |
| Amonestado | 50' | Seydou Keita |
| Amonestado | 50' | Lionel Messi |

| Árbitro:             | Luis Medina Cantalejo     |
| Árbitros asistentes: | Jesús Calvo Guadamuro     |
| Árbitros asistentes: | Juan Carlos Yuste Jiménez |
| Cuarto árbitro:      | Carlos Velasco Carballo   |
| Reporte              |                           |

| 1          | POR        | Gorka Iraizoz       |     |
| 15         | DEF        | Andoni Iraola       |     |
| 5          | DEF        | Fernando Amorebieta |     |
| 20         | DEF        | Aitor Ocio          |     |
| 3          | DEF        | Koikili Lertxundi   |     |
| 16         | MED        | Pablo Orbaiz        | 61' |
| 24         | MED        | Javi Martínez       |     |
| 7          | MED        | David López         | 56' |
| 10         | MED        | Fran Yeste          |     |
| 2          | DEL        | Gaizka Toquero      | 61' |
| 9          | DEL        | Fernando Llorente   |     |
| Entrenador | Entrenador | Joaquín Caparrós    |     |

| 13         | POR        | José Manuel Pinto |     |
| 20         | DEF        | Daniel Alves      |     |
| 3          | DEF        | Gerard Piqué      |     |
| 5          | DEF        | Carles Puyol      |     |
| 24         | DEF        | Yaya Touré        | 88' |
| 15         | MED        | Seydou Keita      |     |
| 6          | MED        | Xavi Hernández    | 87' |
| 28         | MED        | Sergio Busquets   |     |
| 9          | DEL        | Samuel Eto'o      |     |
| 10         | DEL        | Lionel Messi      |     |
| 11         | DEL        | Bojan Krkić       | 83' |
| Entrenador | Entrenador | Josep Guardiola   |     |

| 14 | MED | Markel Susaeta    | 56' |
| 21 | DEL | Ion Vélez         | 61' |
| 17 | DEL | Joseba Etxeberria | 61' |

| 21 | MED | Aliaksandr Hleb | 83' |
| 27 | DEL | Pedro Rodríguez | 87' |
| 16 | DEF | Sylvinho        | 88' |

| Anotado | 9' | Gaizka Toquero | 1-0 |

| Anotado | 32' | Yaya Touré     | 1-1 |
| Anotado | 54' | Lionel Messi   | 1-2 |
| Anotado | 57' | Bojan Krkic    | 1-3 |
| Anotado | 64' | Xavi Hernández | 1-4 |

| Amonestado | 30' | David López       |
| Amonestado | 35' | Koikili Lertxundi |

| Amonestado | 22' | Yaya Touré   |
| Amonestado | 50' | Seydou Keita |
| Amonestado | 50' | Lionel Messi |

| Árbitro:             | Luis Medina Cantalejo     |
| Árbitros asistentes: | Jesús Calvo Guadamuro     |
| Árbitros asistentes: | Juan Carlos Yuste Jiménez |
| Cuarto árbitro:      | Carlos Velasco Carballo   |
| Reporte              |                           |

|                         |
|                         |
| Campeón F. C. Barcelona |
| 25º título              |

## Goleadores
| Jugador           | Goles | Equipo              |
| ----------------- | ----- | ------------------- |
| Jorge Molina      | 7     | Polideportivo Ejido |
| Luís Fabiano      | 7     | Sevilla             |
| Lionel Messi      | 6     | Barcelona           |
| Bojan Krkić       | 5     | Barcelona           |
| Grégory Lager     | 5     | Polideportivo Ejido |
| Alhassane Keita   | 4     | Mallorca            |
| David Barral      | 4     | Sporting de Gijón   |
| Fernando Llorente | 4     | Athletic Club       |
| Iñaki Goikoetxea  | 4     | Real Unión          |